# Akráthion
Akráthion (Mikri Akradia, Akrathi) är en holme i Grekland.   Den ligger i prefekturen Kykladerna och regionen Sydegeiska öarna, i den sydöstra delen av landet, 150 km söder om huvudstaden Aten. Akráthion ligger 43 meter över havet. Arean är 0,10 kvadratkilometer.
Terrängen på Akráthion är lite kuperad. Öns högsta punkt är 57 meter över havet. 